# Хърватски език
Хърватският език е официален език в Република Хърватия, един от трите официални езика в Босна и Херцеговина и един от седемте официални езика в Автономна област Войводина (Република Сърбия). На него говорят около 4,6 милиона души. Състои се от три диалекта, наречени според изговора на въпросително-относителното местоимение što, kaj и ča: щокавски, кайкавски и чакавски. Хърватският стандартен език е базиран на новощокавския йекавски изговор от западен тип с влияние на другите два диалекта, главно в лексиката.

## Произход на хърватския език
| A a   | B b | C c      | Č č     | Ć ć | D d   | Đ đ |
| Dž dž | E e | F f      | G g     | H h | I i   | J j |
| K k   | L l | Lj lj    | M m     | N n | Nj nj | O o |
| P p   | R r | S s      | Š š     | T t | U u   | V v |
| Z z   | Ž ž | (i+e=ie) | (r+r=ŕ) |     |       |     |

### Сродство на хърватския език
Хърватският език принадлежи към южнославянската езикова група, която е част от по-широката общност на славянските езици, част от индоевропейското езиково семейство.
След разпадане на индоевропейската езикова общност – в периода около 2000 г. пр.н.е. – се създава (според повечето учени) балтославянската езикова общност. По време на нейното съществуване възникват много езикови особености, по които езиците на славянските и балтийските предшественици започват да се различават от езиците на останалите индоевропейски народи. Има и друга теория, според която приликите между балтийските и славянските езици може да се обясни с доминирането на балтите над славяните (или обратно) в праисторически времена. Балтославянската езикова общност се разпада около 1500 – 1300 г. пр.н.е. Тогава се създава обособена праславянска езикова общност. От науката не са точно установени периода и границите на нейното съществуване. В тази общност започват редица езикови промени, характерни за по-нататъшния развой на славянските езици.
Миграцията на славянските племена довежда до създаване на три големи групи славянски диалекта: западнославянски, източнославянски и южнославянски. От тези диалекти се развиват и днешните славянски езици: западнославянски (полски, кашубски, долнолужишки, горнолужишки, чешки, словашки), източнославянски (руски, беларуски, украински, русински) и южнославянски (словенски, хърватски, сръбски, бошняшки и български)

### Южнославянски езици
Южнославянските езици възникват от два клона на южнославянския праезик – западен и източен. От западния се развиват словенски, хърватски, сръбски и бошняшки, а от източния – български и по-късно македонска езикова норма.
Източен южнославянски език е мъртвият старославянски или старобългарски. Това е езикът на първата славянска писменост и книжнина. Базиран е на диалект от околностите на Солун и използван от светите братя Кирил и Методий през втората половина на 9 век за основа на славянското богослужение и старославянска книжнина, издигайки го по този начин в книжовен език. Той е все още близо до праславянското езиково състояние и помага за неговата реконструкция. От останалите славянски езици (особено южнославянски) в най-ранните фази на техния самостоятелен развой, се различава все още незначително. През следващите векове в този книжовен език проникват елементи от езиците на народите, в които се запазва славянското богослужение и така възникват редакциите на църковно-славянския език: българска, руска, сръбска, хърватска. С хърватската редакция си служи хърватската глаголическа литургична литература, присъства в по-голяма или по-малка степен в цялата глаголическа книжовна дейност, а до известна степен оказва влияние и на народния език на хърватската литература, писана с латиница през първите столетия на нейното съществуване (14-16 век).

## Исторически преглед на хърватския език

### Начало
Към края на 9 век със славянското богослужение славяните получават и книжовен език, старославянския, и писменост, глаголицата. Писмеността бързо се разпространява, а в литургичните и нелитургичните (религиозните и светските) текстове доста бързо навлизат, макар и с различна интензивност и обсег на влияние, черти от народния език, на първо място от чакавския диалект. За известен период хърватите използват едновременно два книжовни езика: хърватска редакция на старославянския (църковнославянския) на чакавска основа, за литургични книги, и хибриден (смесен) тип книжовен език: народен език с черти на църковнославянски, като стилистично средство за нелитургични текстове (до началото на 14 век – и за юридически).
В хърватските литературни паметници преобладаването на едната или другата съставка на този език от хибриден тип, се обуславя от различни фактори: старинност, произход, конкретно предназначение на текста, среда, в която и за която е написан, и литературна култура на писателя.
Така, в началото на средновековието съществуват три различни типа хърватски книжовен език:
- църковнославянски, хърватска редакция, за литургични цели
- хибриден църковнославянско-чакавски
- църковнославянско-чакавско-кайкавски, за нелитургични документи и поезия; народен (чакавски) – в художествени произведения, светски текстове, официални документи и подобни.

Най-стари паметници на хърватския народен език, чакавски диалект, са „Истърски развод“ от 1275 и „Винодолски кодекс“, 1288.
Към най-най-значителните паметници, писани с глаголица на хърватската редакция на църковнославянски спадат „Мисалът на княз Новак“ от Лика, 1368, и „Хървоевият мисал“, 1404 г.
От началото на 14 век в юридическите документи на средновековните хърватски глаголаши побеждава употребата на народния език, църковнославянските елементи представляват само изключение тук-там.
Хърватската литература, писана на латиница, се характеризира от самото си начало с народен чакавски език („Ред и закон“ от задарски доминикански монахини от 1345 г. и „Шибенска молитва“ от същото време).
От първите хърватски писмени паметници най-важен е Башчанската плоча, написана около 1100 г., тъй като с нея хърватският език навлиза в областта на писмеността. На книжовния хърватски език се развива богатата хърватска средновековна литература (жития на светци, повести, романи, духовна поезия, църковни мистерии), в по-голямата си част преводна. Заедно с глаголицата, доста рано се появява и западната кирилица, т. нар. „босанчица“ (Босна, Южна Далмация, „Повалски лист“ от 1184/1250) и латиницата (Далмация, Истра, споменатия „Ред и закон“, най-старият хърватски текст, писан изцяло на латиница). Първият текст, написан изцяло на щокавски диалект, е Ватиканският хърватски молитвеник, възникнал към 1400 г. В развитието на хърватската литература, култура и език този период е много важен. Създават се значими творби не само с историческа, но и с трайна културна стойност. Чрез тях хърватският книжовен език запазва непрекъснато наследството си от 11 век до днес, предимно в лексикалното богатство и фразеологията.

### Възникване на съвременния хърватски книжовен език и ренесансовата литература
В периода на европейския ренесанс в градските средища като Сплит, Дубровник, Задар, Хвар, литературните произведения се създават на местните диалекти. От 14 век хърватските латинисти добавят своя принос към европейската латинистична литература. Хърватският език се утвърждава като равноправен с европейските езици. Това прави делото на хърватските хуманисти и ренесансови писатели особено важно. Поезия на хърватски език съществува от 14 век. На хърватски е написана поемата „Юдита“ (Венеция, 1501) на патриарха на хърватската поезия Марко Марулич, предшественици на когото са известни и неизвестни дубровнишки петраркисти. Марулич пише на чакавски диалект, като използва от време на време щокавски и кайкавски форми, когато са му необходими като поетично средство.
Навлизането на щокавския диалект в хърватската литература към края на 15 век с творбите на Шишко Менчетич (1457 – 1527), Джоре Държич (1461 – 1501) и поезията в народен стил от сборника на Динко Ранина (Ranjinin zbornik), се счита за начало на днешния хърватски книжовен език.
16 век отбелязва връх в хърватската ренесансова литература, предимно от чакавско-щокавския книжовен кръг (Ханибал Луцич, Петар Хекторович, Петар Зоранич, Мавро Ветранович, Марин Държич, Динко Златарич) с центрове в Задар, Хвар, Корчула и Дубровник. В Северна Хърватия се появява литература на кайкавски диалект (Антун Врамец, „Постила“), както и на чакавско-кайкавски интердиалект (протестантските писатели Стиепан Конзул Истранин и Антун Далматин).

### Бароковият славизъм, Просвещението и езиковата стандартизация
17 век и първата половина на 18 век бележат нов период в развитието на хърватската литература и нейния език. Това е период на замиране на литературния и културния живот в далматинските градове под управлението на Венецианската република, период на все по оскъдно материално и културно състояние в районите под властта на турците, период на Реставрацията и католическото обновление, през който просперира йезуитският орден, който за възобновения си религиозно поучителен труд сред народа отново търси възможно по-широко приемлив и разбираем книжовен език. Постепенното оттегляне на турците оставя след себе си нови територии за разширяване на литературната и културната дейност.
Това е и период на поява на първите хърватски граматики, на усилена лексикографска дейност, период на теоретични и практически опити за създаване на единен книжовен език. Въпреки локалните и неопределени общи названия, които все по-често се срещат като име на хърватския език (словински, словиенски, далматински, илирски и др.), постоянно се налага съзнанието във всички хърватски краища, че диалектите в тях принадлежат към един език и че неговото унифициране става все по-необходимо. При това все по-често се изразява принципът за създаване на единен книжовен език на базата на най-разпространения диалект, като все повече се осъзнава, че това е щокавският диалект.
В самото начало на този развоен период на хърватския книжовен език се появява и неговата първа граматика „Institutionum linguae illyricae libri duo“ от Бартол Кашич от Паг, публикувана в Рим през 1604 г. Това е граматика на езика на дотогавашната хърватска писменост и литература. Основата ѝ е чакавска, но има и щокавски елементи. По-късно нейният автор, по време на своите мисионерски пътувания из хърватските краища под турска власт и в Дубровник, разбира, че щокавският диалект е най-разпространеният от нашите народни говори и че е най-подходящ за основа на книжовния език.
Бартол Кашич е известен и като автор на първия цялостен хърватски превод на Библията и на хърватско-италиански речник, но и двете, остават само в ръкопис (за пръв път преводът на Кашич на Библията е отпечатан едва през 2000 г.). Публикува редица религиозни и религиозно-поучителни творби, от които най-значителна е „Римският ритуал“ (Ritual rimski), Рим (1640), която всекидневно се използва на обширна територия, като по този начин оказва значително влияние върху хърватския книжовен език и за него има онази роля, която у останалите европейски народи изиграват публикуваните преводи на Библията.
През 17 век се развива и литературата на хърватски език в Босна. Неин най-известен представител е Матия Дивкович. Своите творби пише на източнобосненски старощокавски иекавски диалект, за разлика от повечето по-късни босненски писатели, при които все повече преобладава новощокавският икавски диалект. Книжовната дейност в Босна през 17 и първата половина на 18 век се включва в протичащото католическо обновление и почти без изключения е свързано с францисканския орден. Дейността на босненско-херцеговските францисканци по разбуждане на религиозния, културния и книжовния живот в рамките на управляваната от францисканския орден държава Босна Сребърна, която в този момент обхваща предимно всички щокавски хървати, значително допринася за отстраняване на диалектните разлики в писмения език и за унифициране на хърватския книжовен език на обширните територии от Славония до Адриатическо море. В този език преобладава новощокавския икавски диалект, въпреки диалектните особености на отделни писатели.
В Дубровник през 17 век преобладава новощокавския иекавски диалект, а все повече се създават условия за приемане на щокавския диалект и от писателите в Южна Хърватия, говорещи чакавски диалект. Тези писатели и преди това са внасяли щокавски черти в своите творби под влияние на дубровнишката литература и народното творчество на щокавски диалект. Чрез дейността на босненско-херцеговските францисканци щокавският диалект става престижен книжовен език и в южните части на районите, в които се говори чакавски диалект. Един от важните стимули в тази насока е и речника на италианския йезуит Яков Микаля „Богатството на словинския език“ (Blago jezika slovinskoga) от 1649 – 1651. Микаля участва в католическото обновление на хърватските земи и в този речник изказва мисълта, че хърватите трябва да изберат за книжовен език най-хубавия диалект, а той е босненският (т.е. щокавският), който според Микаля по красота може да се сравни с тосканския в Италия.
Връх в развитието на бароковия поетичен израз са творбите на Иван Гундулич, Иван Бунич Вучич и Юний Палмотич – всички писани на особена стилизирана форма на щокавския иекавски диалект. В съседната на Дубровник Херцеговина се говори щокавски диалект, така че през 17 век се оформя и разработва щокавски книжовен език с чакавска основа. Този език, използван в три сфери: езиковедска (Кашич, Микаля), народно-просветна (Дивкович) и литературно-художествена (Гундулич, Палмотич), по главните си характеристики не се различава съществено от съвременния хърватски стандартен език.
През 18 век, след освобождаване от турската власт на голяма част от Хърватия, във всички хърватски краища се появяват писатели-просветители, в съответствие с общите тенденции на рационализма. Целта на тези писатели е да повишат културното равнище във всички области на народния живот, затова насочват творбите си главно към неукия народ. Борят се против предразсъдъците, суеверията, изостаналостта и безпросветността, радеят за истина, разум и общ напредък. В това си дело са мотивирани от съзнанието, че е необходимо да въведат и собствената си национална култура в общността на просветените европейски народи. В стремежа си да доближат творбите си доколкото се може по-широк кръг читатели, в творчеството си използват форми и изразни средства от народното творчество. По този начин творбите им приемат народен облик и печелят голяма популярност сред народа, а в по-широк план, разпространяват влиянието на щокавския диалект, на който са писани. Най-четени и с най-широка популярност са две книги от този период: „Приятен разговор на словинския народ“ (Razgovor ugodni naroda slovinskoga) от Андрия Миошич Качич (1756; разширено издание 1759) и „Сатир или див човек“ (Satir iliti divji čovik) от славонеца Матия Антун Релкович (1762; второ, разширено издание 1779).
Литературното и езиково развитие през този период, през който вече ясно се очертава надмощието на щокавския диалект в ролята на хърватски книжовен език, дава възможност на писателите от този период да приемат в по-малка или по-голяма степен единния книжовен език на новощокавска диалектна основа, предимно от западен, икавски тип (с изключение на иекавския Дубровник). В този език унифициращите белези се налагат над разликите между различните области. Този език вече функционира като стандартен език и завладява все по-широка читателска публика сред мнозинството от хърватския народ. Разширява се използването му за все по-различни цели и в нови и нови области от човешката дейност.

### Илирийско движение и филологически школи
Всички хървати биват обединени с общ език и графична система чак през 19 век от Людевит Гай (1809 – 1872). През 1830 г., все още на кайкавския диалект, той издава в Будима брошурата „Кратка основа на хърватско-славянския правопис с философски, народни и стопански основи и източници“ (Kratka osnova horvatsko-slavenskog pravopisanja poleg mudroljubneh, narodneh i prigospodarneh temelov i zrokov). В нея по чешки образец се предлагат букви за всеки отделен звук, като се използват и диакритични знаци за специфичните фонеми: č, ž, š, ľ, ň, ď, ğ. Буквите č, ž, š биват приети, но за другите се налагат двубуквени означения: lj, nj, dj или gj, dž. От полски бива заето ć, а по-късно Джуро Даничич предлага đ. През 1835 г. Гай издава „Новине Хорватске“ (Novine Horvatzke) на кайкавски диалект, с приложение „Даница Хорватска, Славонска и Далматинска“ (Danicza Horvatzka, Slavonzka y Dalmatinzka) на кайкавски и щокавски диалект, като със стария правопис от време на време се използва и новият. В началото на 1836 сменя заглавието с „Илирске народне новине“ (Ilirske narodne novine) и „Даница илирска“ (Danica ilirska) и въвежда новата графична система и щокавския хърватски книжовен език. Въпреки че това за кайкавския Загреб е революционен акт, Гай среща незначителна съпротива, понеже постъпва много тактично, пък и защото и преди това в кайкавските области се е схващало, че трябва да се приеме щокавският книжовен език, който са считали за нещо свое, а не чуждо. Затова Гай всъщност не прекъсва езиковата традиция, а я продължава, на първо място – дубровнишката и славонската. Това е един от хърватските книжовни езици, изграден преди хърватското възраждане, който се разпространява и в кайкавските области. По такъв начин Людевит Гай обединява хърватите с единен книжовен език, създава най-добрата основа за разцвет на хърватската култура във всички области на човешката дейност.
Людевит Гай и дейците на илирийското движение се стремят към още по-голяма цел – обединяване на всички южни славяни с един книжовен език. Затова наричат хърватския език илирийски и приспособяват някои правописни правила за тази цел. Така например, на мястото на някогашния ят пишат ě, стремейки се да обединят иекавските, икавските и екавските диалекти. Сричкотворното r пишат със съпровождаща гласна (perst, parst), в окончанието за родителен падеж множествено число пишат -h, което не се изговаря (ženah). Правописът е морфонологичен (коренов, sladka, žalostno). Изговорът обаче не е различен от съвременния, (prst, žena, slatka, žalosno), единствено ě се чете различно (ije, je, e). Освен това в езика са запазени архаични особености, например в склонението има разлика между дателен, местен и творителен падеж множествено число (дат. ženam, мест. ženah, mjestih, тв. ženami, narodi). Но широката илирийска идея се оказва неосъществима. Всички южнославянски народи тръгват по свой път.
От самото си начало дейността на Людевит Гай дава мощен тласък на развитието на литературата и по този начин хърватският книжовен език, като художествено изразно средство, се разкрива в най-голямото си достижение – значителните творби на Станко Враз, Димитрия Деметер, Антун Немчич и най-вече на Иван Мажуранич и Петар Прерадович.
Лингвистичното оформяне на книжовния език през третата четвърт на 19 век е под знака на тъй наречената Загребска лингвистична школа. Нейни основатели са Людевит Гай и граматиците Виекослав Бабукич и Антун Мажуранич, но най-силната изява на тази школа е когато на чело застават граматикът и книжовникът Адолф Вебер Ткалчевич (1825 – 1889) и лексикографът Богослав Шулек (1816 – 1895). И двамата в общи линии защитават дотогавашния начин на писане, а специално Ткалчевич се застъпва за окончанието –h в родителен падеж множествено число, предлагайки тази форма да се изговаря. Поради това той и неговите последователи биват наречени ахавци. В тяхното дело значителен е и стремежът към езикова чистота (пуризъм). Тя се изразява най-вече в замяна на чуждиците с хърватски думи. Шулек се мъчи да създаде хърватска научна терминология, като с цел противопоставяне на германизацията и за отстраняване надмощието на немския и латинския език съзнателно се стреми термините да бъдат хърватски думи. Ако няма такива, създава нови или ги заема от славянски езици, главно от чешки и руски, като ги приспособява към хърватския. И Ткалчевич, със своите статии и граматики, и Шулек, със своите речници, извършват толкова много, че съвременниците им получават език, годен за практическа употреба – и за учебни, и за административни, и за научни цели, като за тези техни заслуги бъдещите поколения хървати са им много задължени.
Към края на 19 век се появява ново течение в схващанията за книжовния език. Реформата на сръбския фолклорист и лингвист Вук Караджич побеждава в Сърбия и неговият авторитет започва бързо да расте и в Хърватия. Група хърватски лингвисти, наречени хърватски вуковци, се стремят да оформят книжовния език по примера на Вук Караджич. Първо Иван Броз изработва според фонологичния принцип хърватски правопис (Hrvatski pravopis) (Загреб, 1892). Тъй като дотогавашният морфонологичен правопис няма дълга нормативна традиция, нито някакви изявени предимства (а и старата „образцова“ дубровнишка литература е писана с фонологичен хърватски правопис) и тъй като този правопис е приет от самите хървати, след малки начални колебания и известно прекъсване (по време на Независимата държава Хърватия), фонологичният правопис се налага и използва с нормалното усъвършенстване, и до днес.
Опирайки се на делото на Вук Караджич и Джуро Даничич, Томо Маретич (1854 – 1938) написва голямата си  „Граматика и стилистика на хърватския или сръбския книжовен език“ (Gramatika i stilistika hrvatskoga ili srpskoga književnoga jezika) (Загреб, 1899, 1931, 1963). Тя внася в хърватския книжовен език множество дребни промени – съществени промени има само при формите на падежите в множествено число. Това отразява до голяма степен развоя на хърватския книжовен език и няма опити за връщане на стари падежни окончания, тъй като по-късно хърватите може и да не приемат архаичните форми. Обаче, в някои езикови норми школата на Маретич сляпо следва сръбските образци и се опитва да наложи на хърватския стандартен език форми, които са чужди на хърватската езикова традиция. Тези опити се провалят с бурното развитие на хърватската литература през 20 век (Тин Уевич, Мирослав Кърлежа), а хърватското езикознание ги надмогва и „официално“, след разпада на Югославия. Иван Броз и Франьо Ивекович съставят „Речник на хърватския език“ (Rječnik hrvatskoga jezika) (Загреб, 1901), също базирайки се на Караджич и Даничич, но той не променя съществено дотогавашното състояние на хърватския език.
С тези начинания значително се намаляват разликите между книжовните хърватски и сръбски език, но не се постига единство между тях.

### Югославски период
След създаване на първата Югославия през 1918, властите в Белград чрез сила, със закони, решения и разпоредби, наложени на Хърватия, и издавани само на сръбски език, значително разширяват влиянието на сръбския книжовен език за сметка на хърватския. По този начин в много области, като напр. администрация, законодателство, съдебна система, образование и отбрана рязко се прекъсва хърватската езикова традиция, но дори и с такива насилствени процедури не се постига езиково единство. За да се запазят възможно най-пълно особеностите на хърватския език, д-р Петар Губерина и д-р Круно Кръстич написват книгата „Разликите между хърватския и сръбския книжовен език“ (Razlike između hrvatskoga i srpskoga književnog jezika) (Загреб, 1940). Тази книга дълго има силно влияние за запазване на хърватската езикова самобитност. Опитите за изкореняване на хърватския книжовен език продължават до създаването на Хърватска Бановина през 1939 г. Тогава хърватската терминология се връща до голяма степен, а почти на пълно – след създаването на Независимата хърватска държава. Този период обаче трае твърде кратко, само седем години. По време на партизанската война и след идване на комунистите на власт в Хърватия, хърватските наименования, върнати по време на Бановината, в общи линии остават, с изключение на армията, понеже там преобладава сръбската военна терминология. В началото, във втората Югославия се признава правото на всеки народ да си служи със своя език, поради което законно биват признати четири равноправни езика: хърватски, сръбски, словенски и македонски, но по-късно хърватският език повторно бива подложен на асимилация.

### Новосадски договор
Комунистическата партия със своите „интернационални“ цели е против много национални символи и въвежда свои, така да се каже, комунистически термини. Така например stranka (партия) се превръща в partija, tajnik (секретар) и ministar в sekretar, glavni tajnik в generalni sekretar, glavni или središnji odbor в centralni komitet, vojska в armija, redarstvo (полиция) и oružništvo (жандармерия) в milicija, gospodin в drug, glazba (музика) в muzika, povijest (история) в historija, skup (събрание), zbor (митинг) в miting, škola (школа) в centar и т.н. Мнозинството от тези думи са чуждици, много по-обичайни за сръбския книжовен език. Чрез тяхното лековато и безкритично приемане, което също е в синхрон с особеностите на сръбския книжовен език, хърватският бива изтласкван и хърватският езиков усет към чуждиците – притъпен. Така вратите биват широко отворени за нахлуване на заемки главно от английски език. Въпреки това, сръбската страна не е доволна от това състояние и се стреми хърватският и сръбският език да се сближат колкото се може повече, като при това хърватският да бъде напълно изтласкан от употреба. За тази цел академичното издателство „Летопис Матице српске“ обявява анкета по езикови и правописни въпроси и до септември 1954 година публикува отговорите на около четирийсет анкетирани. След края на анкетата в Нови Сад се провежда събрание, на което се констатира, че езикът на хървати, сърби и черногорци е един, затова книжовният език, който се развива около двата центъра, Загреб и Белград, е единен, но с два изговора – иекавски и екавски, в наименованието на езика при официално използване е необходимо да се посочват и двете му части (и хърватска, и сръбска), че двата изговора (иекавски и екавски) са равноправни, както и двете писмености (латиница и кирилица), че е необходимо да се съставят справочен речник на хърватскосръбския/сърбохърватския книжовен език, терминологични речници и общ правопис. Въз основа на тези заключения се изработва общ правопис, който през 1960 г. Матица хърватска (Хърватската академия на науките и изкуствата) издава в иекавски вариант на латиница, под заглавие „Правопис на хърватскосръбския книжовен език“ (Pravopis hrvatskosrpskoga književnog jezika), а Матица сръбска (Сръбската академия на науките и изкуствата) – в екавски вариант на кирилица, под заглавие „Правопис на сърбохърватския книжовен език“ (Pravopis srpskohrvatskog književnog jezika).

### Декларация за хърватския език и съвременен хърватски стандартен език
Докато общият правопис е приет повече или по-малко с премълчаване, макар че в някои отношения значително се различава от дотогавашния правопис на Иван Броз и Драгутин Боранич, то излизането на речника на Матица хърватска и Матица сръбска (наречен 'Адок' по буквите от 'А' до 'К'), предизвиква в Хърватия буря от недоволство. Недостатъците на Речника, от които най-съществен е унификаторското заличаване на особеностите на хърватската и на сръбската лексика, са очевидни и биват остро критикувани. Последица от това недоволство е „Декларацията за положението и наименованието на хърватския книжовен език“ (Deklaracija o položaju i nazivu hrvatskoga književnog jezika) от 1967 г., която бива подписана от повечето хърватски културни и научни институции, и която политически бива остро осъдена. Матица хърватска се отказва от Новосадския договор и от общия правопис, прекратява работата върху общия речник (който бива завършен само от сръбската страна) и организира съставянето на нов правопис. През 1971 г. излиза „Хърватски правопис“ (Hrvatski pravopis) на Стиепан Бабич, Божидар Финке и Милан Могуш, който бива политически забранен, но се появява във фототипно издание в Лондон, поради което оттогава популярно се нарича 'Лондончанин' (Londonac). Продължава издаването на училищни езикови учебници и помагала, сред които и пет издания на „Прегледа на граматиката на хърватскосръбския език“ от Стиепко Тежак и Стиепан Бабич (Pregled gramatike hrvatskosrpskog jezika), чието шесто издание под измененото заглавие „Прегледа на граматиката на хърватския книжовен език“ (Pregled gramatike hrvatskoga književnog jezika), 1973, е конфискувано.
През 1974 г. са приети поправки на конституцията, според които в Хърватия официално се използва „хърватският книжовен език, стандартна форма на народния език, който се нарича хърватски или сръбски“. Същата година излиза учебник и помагало за преподаватели, написан от Йосип Силич и Драгутин Росандич, под заглавие „Фонетика и фонология на хърватския книжовен език“ (Fonetika i fonologija hrvatskoga književnog jezika), който с модерния си научен подход бележи повратна точка в преподаването на хърватския език и, след силна съпротива на официално и политическо ниво, в утвърждаването на наименованието „хърватски книжовен език“. В тогавашния Институт по езикознание (Institut za jezik) се разработва „Справочна граматика на хърватския книжовен език“ (Priručna gramatika hrvatskoga književnog jezika), която бива осъдена политически, не е одобрена като учебник за училищата и излиза със закъснение чак през 1979 г. За окончателната кодификация на хърватския стандартен език, която включва хърватското литературно и езиково наследство, занемарено още от школата на Томо Маретич, допринася голямата научна граматика на хърватския книжовен език. През 1986 г. в издание на Югославянската Академия на науките и изкуствата (JAZU) и издателство „Глобус“ излизат нейните първи две части: „Словообразуване в хърватския книжовен език. Проект за граматика“ (Tvorba riječi u hrvatskom književnom jeziku. Nacrt za gramatiku) от Стиепан Бабич и „Синтаксис на хърватския книжовен език. Проект за граматика“ (Sintaksa hrvatskoga književnog jezika. Nacrt za gramatiku) от Радослав Катичич. В края на 1988 г. Конституционният съд на Югославия обявява за противоконституционна споменатата конституционна поправка от 1974 г. относно езика, понеже, според неговото мнение, съществуващата формулировка изключва от използване на обществени места езика на сърбите в Хърватия. В началото на 1989 г. Парламентът (Sabor) на Социалистическа република Хърватия започва процедура по изменение на спорния член от конституцията. На това открито се противопоставя първо Институтът по езикознание (Zavod za jezik) към Института по филология и фолклористика (Instituta za filologiju i folkloristiku) в Загреб, като неговият пример бива последван от редица хърватски културни и обществени институции. Хърватският Сабор не приема предложеното изменение на конституционната поправка за езика.
При новите политически обстоятелства, настъпили през 1990 г., когато Република Хърватия тръгва по самостоятелния път на независимостта, ставайки суверенна и международно призната държава, се засилва и езиковедската дейност. През 1990 г. излиза второто издание на „Справочна граматика на хърватския книжовен език“ с променено заглавие „Граматика на хърватския книжовен език“ (Gramatika hrvatskoga književnog jezika), както и третия том на голямата научна граматика, „Исторически преглед, звукове и форми на хърватския език“ (Povijesni pregled, glasovi i oblici hrvatskoga jezika) от авторски колектив.
Със създаването на самостоятелна хърватска държава, хърватският книжовен език преживява своето възраждане. То се чувства във всички сфери на живота, особено в административната област и законодателството.

## Хърватски езиков пуризъм
В хърватския език има силна традиция на пуризъм, т.е. стремеж към максимално пречистване на езика от чужди думи, датираща от 19-ти век (виж Богослав Шулек, филолог от 19-ти век). Чуждата терминология по правило не се заема, а се превежда чрез неологизми, образувани от славянски корени: sveučilište („общо училище“) вм. университет, nogomet вм. футбол. Подобно е и при knjižnica (библиотека), zemljopis (география), povijest (история), putovnica (паспорт), jezikoslovlje (лингвистика) и т.н., и т.н.
За тази им черта към хърватите е изказва уважение дори от страна на великосръбски шовинистични интелектуалци, независимо от това, че тези народи два пъти воюват един срещу друг през 20 век.